# Józefina (powiat kaliski)
Józefina – wieś w Polsce, położona w województwie wielkopolskim, w powiecie kaliskim, w gminie Koźminek.
| SIMC    | Nazwa      | Rodzaj    |
| ------- | ---------- | --------- |
| 0201129 | Murowaniec | część wsi |

Pod koniec XIX wieku liczyła według SGKP 141 mieszkańców. W latach 1975–1998 miejscowość należała administracyjnie do województwa kaliskiego.